# George B. Rathmann
George Blatz Rathmann (* 25. Dezember 1927 in Milwaukee, Wisconsin; † 22. April 2012 in Palo Alto, Kalifornien) war ein US-amerikanischer Chemiker und Mitbegründer der Pharmaunternehmen Amgen und Icos.

## Leben
George Blatz Rathmann wurde als Sohn von Louis Rathmann, einem Einzelhändler, Sicherheitsfachmann und Versicherungsvertreter, sowie Edna Blatz, einer Bierbrauerin, in Milwaukee geboren. Er studierte Chemie an der Northwestern University und erhielt 1951 seinen Doktor in Physikalischer Chemie an der Princeton University. Seinen ersten Job hatte er bei 3M. Anschließend arbeitete er für mehrere unterschiedliche Firmen und stieg bei Abbott Laboratories zum Leiter einer Forschungsabteilung auf. Diese Stellung kündigte er wieder und half 1980 Startkapital in Höhe von 19 Mio. US-Dollar zu sammeln, um das Biotech-Unternehmen Amgen zu gründen. Dieses entwickelte fortan auf Basis von DNA-Kenntnissen unterschiedliche Medikamente. Ab 1983 wurde Epoetin α entwickelt, das 1989 auf den Markt kam und der erste Blockbuster der Biotechnologie wurde.
Mit Icos versuchte Rathmann den Erfolg zu wiederholen. Nachdem er dieses Unternehmen mitbegründete, erhielt er von unterschiedlichen Geldgebern Unterstützung, darunter Bill Gates mit einer Investition von 5 Mio. US-Dollar. Das Unternehmen wurde 2007 für mehr als 2 Milliarden US-Dollar von der Eli Lilly and Company übernommen. In seiner Firmengeschichte wurden von zwölf potentiellen Medikamenten drei zugelassen.
Für seine Verdienste wurde ihm 1995 die Glenn T. Seaborg Medal der University of California, Los Angeles und 1999 der Biotechnology Heritage Award verliehen.
Rathmann verstarb am 22. April 2012 an den Folgen einer Lungenentzündung in seinem Haus in Palo Alto, Kalifornien. Er hinterließ seine Frau, drei Töchter, einen Sohn sowie dreizehn Enkelkinder.